# دكة المؤذنين
تقع تحت زاوية القبة الشمالية الغربية في المسجد الأقصى, وترتكز على أربعة عشر عموداً من الرخام المزخرف وتتميز تيجانها بالجمال وقواعدها باتقان الصنعة مما يعكس براعة الفن المعماري الإسلامي.
وصفها مجير الدين الحنبلي في كتابه (الأنس الجليل بتاريخ القدس والخليل) بأنها تقابل منبر الحرم وقد أقيمت على عمد من رخام وهي في غاية الحسن. تم تجديد الدكة في عهد السلطان الملك الظاهر برقوق وذلك في عام 789 هجرية على يدي نائبه بالقدس وناظر الحرمين الشريفين محمد بن السيفي بهادر الظاهري وقد ورد بالنص التذكاري المنقوش عليها "بسم الله الرحمن الرحيم جددت هذه السدة المباركة بالصخرة الشريفة في أيام مولانا السلطان الظاهر بن سعيد برقوق خلد الله ملكه. تاريخ مستهل شوال 789ه/1387م"